# 이은미 (축구 선수)
이은미(1988년 8월 18일 ~ )는 대한민국의 여자 축구 선수로 현재 수원 FC 위민에서 수비수로 활약하고 있다.

## 구단 경력
2018년, 수원 FC 위민에 합류했고 2018년 4월 23일 창녕과의 경기에서 1-0 승리를 거둔 경기에서 데뷔전을 치렀다.